# Фастенрат, Иоганнес
Иоганнес Фастенрат (нем. Johannes Fastenrath ;3 мая 1839, Ремшайд — 16 марта 1908, Кёльн) — немецкий писатель

, поэт и переводчик. Член-корреспондент Королевской академии испанского языка, член Королевской академии истории Испании, Севильской королевской академии литературы (Real Academia Sevillana de Buenas Letras) и Мексиканской академии языка.

## Биография
Образование получил в университетах Бонна, Гейдельберга, Мюнхена и Берлина и Парижа.
Некоторое время служил в Кёльнском суде. В 1864 году отправился в продолжительное путешествие по Испании, результатом которого был ряд вольных подражаний и переводов с испанского языка: «Ein spanischer Romanzenstrauss» (Лейпциг, 1866); «Klänge aus Andalusien» (Лейпциг, 1866); «Die Wunder Sevilla’s» (Лейпциг, 1867); «Hesperische Blüthen» (Лейпциг, 1869); «Immortellen aus Tolledo» (Лейпциг, 1869); «Das Buch meiner spanischen Freunde» (Лейпциг, 1871) и др. Эта популяризация произведений испанской литературы в Германии была встречена испанцами с большою признательностью, и когда И. Фастенрат предпринял в 1869 году вторую поездку в Испанию, был встречен с чрезвычайными почестями. С 1872 г. И. Фастенрат стал писать по-испански, задавшись целью ознакомить испанцев с историей и литературой Германии. В издании «Walhalla у las glorias de Alemania» дал ряд характеристик немецких исторических деятелей, начиная с Арминия до императора Вильгельма II.

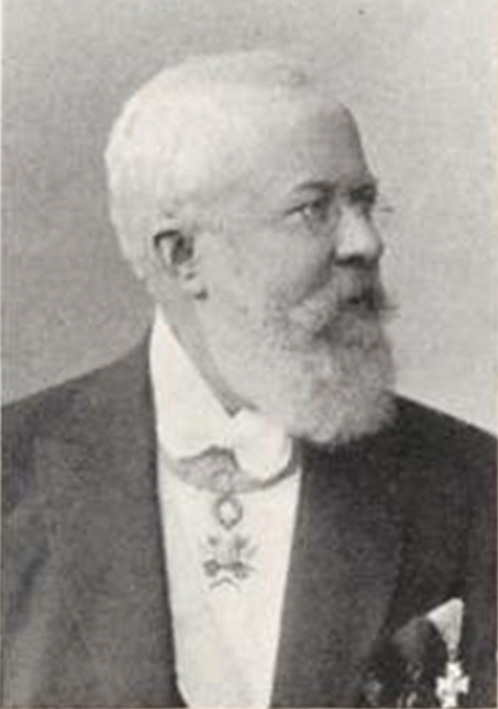
Иоганнес Фастенрат. 1904 г.

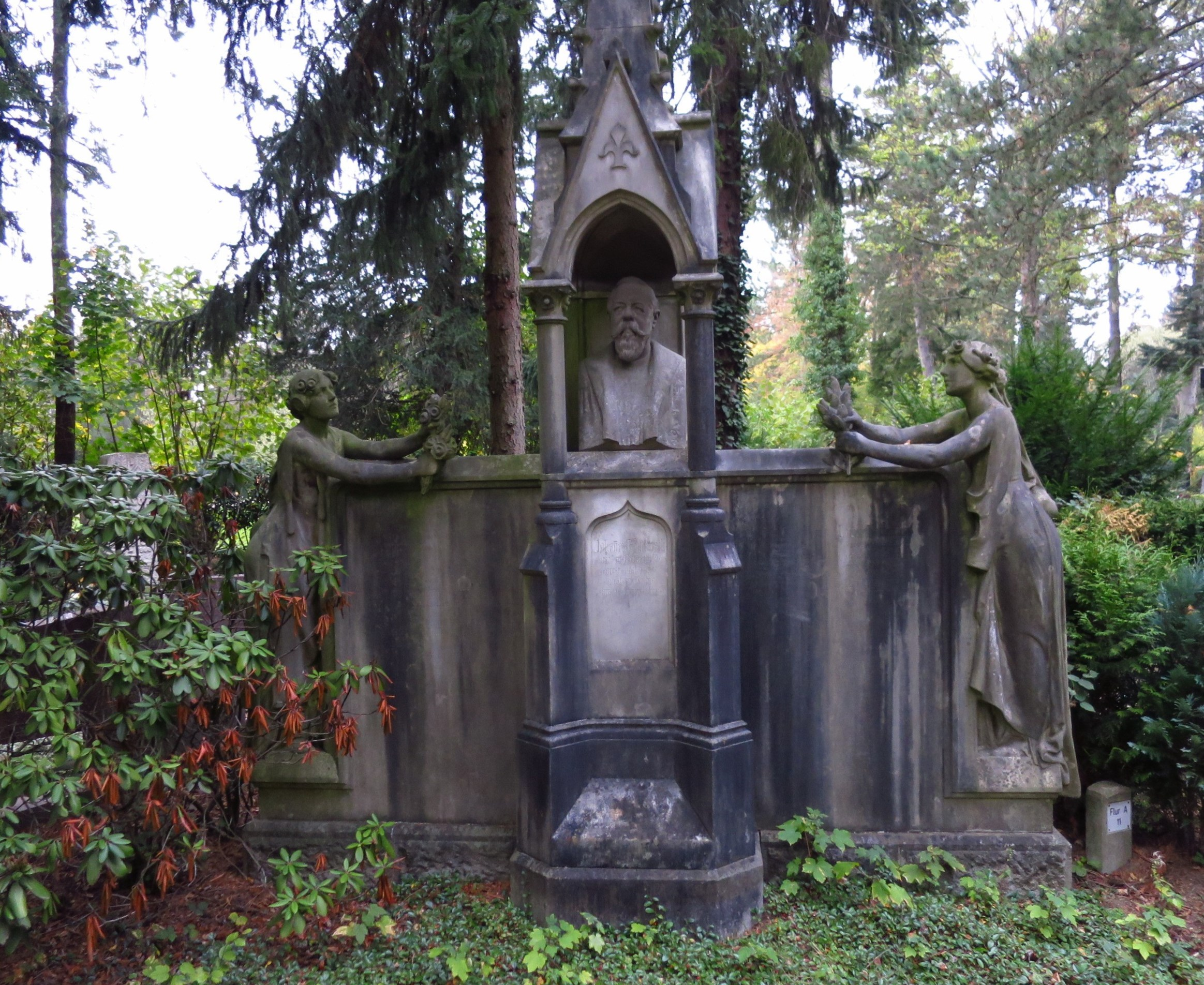
Могила И. Фастенрата в Кёльне

В 1872 году опубликовал «Passionarias de un Aleman Español», описание народных театральных мистерий. Позже писатель напечатал две монографии о Кальдероне: «Calderon de la Barca» (Лейпциг, 1881) и «Calderon in Spanien» (Лейпциг, 1882), два тома стихотворений: «Von Hochzeit zu Hochzeit — Lieder aus sonnigen Tagen» (1883) и «Granadinische Elegien» (Лейпциг, 1885), и ряд переводов на немецкий язык драм Эчегарая, произведений Х. Соррилья-и-Мораль, Гаспара Нуньес де Арсе, М. Тамайо-и-Бауса, Х. Валера, М. Бретона де лос Эррероса, В. Балагера и др.
В 1909 году была учреждена литературная премия Фастенрата (Fastenrath Award), которой награждают писателей за творческие работы на испанском и каталонском языках.

## Награды
- Кавалер ордена Карлоса III (1870)
- Большой крест Гражданского ордена Марии Виктории (1872)
- Большой крест ордена Изабеллы Католички (1869)
- Большой крест Ордена Альфонсо XII (1902, Испания)

.